# Nephelodes subdolens
Nephelodes subdolens là một loài bướm đêm trong họ Noctuidae.